# 4059 Бальдер
4059 Бальдер (4059 Balder) — астероїд головного поясу, відкритий 29 вересня 1987 року.
Тіссеранів параметр щодо Юпітера — 3,223.